# ماندوی (سورت)
ماندوی (به انگلیسی: Mandvi) یک منطقهٔ مسکونی در هند است که در Mandvi (Surat) Taluka واقع شده‌است. ماندوی ۱۷٬۴۵۳ نفر جمعیت دارد.